# Ludwig Menke (Maler)

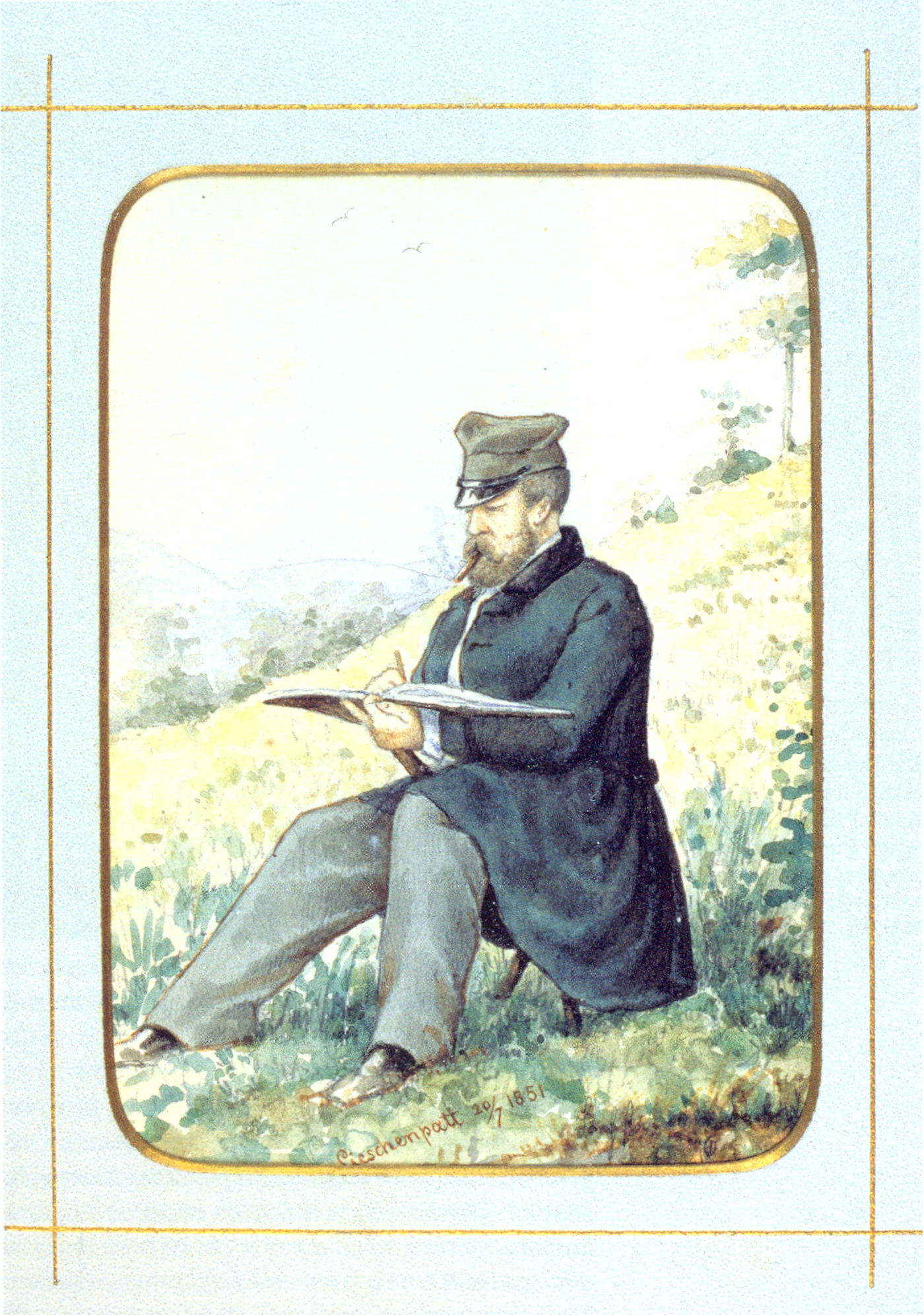
Selbstbildnis Ludwig Menkes (1822–1882)

Ludwig Menke (* 11. April 1822 in Detmold; † 9. Oktober 1882 ebenda) war Kunstmaler und Zeichenlehrer und wurde durch die detaillierte Darstellung lippischer Landschaften und Bauwerke des 19. Jahrhunderts bekannt.

## Leben und Werk
Ludwig Menke wurde im Jahr 1822 als Sohn des Verwalters der nach der Fürstin Pauline benannten Paulinenanstalt geboren. Nachdem er die Bürgerschule besucht hatte, wechselte er auf das Gymnasium in Detmold, das er mit der Sekundarreife verließ. Der von 1795 bis 1835 am Detmolder Hof als Hofmaler angestellte Künstler Ernst von Valentini empfahl ihm eine künstlerische Ausbildung. Von 1841 bis 1842 besuchte Menke daraufhin das Polytechnikum in Hannover und wurde in Zeichen- und Maltechniken sowie als Zeichenlehrer ausgebildet. Nach Beendigung des Studiums kehrte Menke nach Detmold zurück und erhielt eine Anstellung als Zeichenlehrer an den Realklassen des Gymnasiums. Außerdem war er am Lehrerseminar in Detmold tätig, um Pädagogen für den Zeichenunterricht auszubilden. 1846 erfolgte die Gründung einer Gewerbeschule, an der Menke als Leiter angestellt wurde. Auch Ernst von Bandel, der Erbauer des Hermannsdenkmals, hatte sich für dieses Amt beworben. Im Jahr 1852 erhielt Menke das fürstliche Patent, mit dem er zum Zeichenlehrer des Gymnasiums und der höheren Töchterschule ernannt wurde. Damit lehrte er an vier Detmolder Schulen. Ludwig Menke besaß ein ausgesprochenes pädagogisches Talent, das seine Schüler zu schätzen wussten. Sein didaktisches Konzept veröffentlichte er 1876 unter dem Titel Über Aufgabe und Methode des Schulzeichenunterrichts. Er hatte zudem in jahrelanger Arbeit hunderte von Musterblättern mit Zeichen- und Malvorlagen für den Zeichenunterricht geschaffen. Diese einzigartige Sammlung hat der spätere Direktor der Gewerbeschule leider vernichtet, da er diese Unterrichtsmethode nicht unterstützte. Nur vier Blätter mit Landschaftsmotiven aus der Sammlung befinden sich heute im Lippischen Landesmuseum.

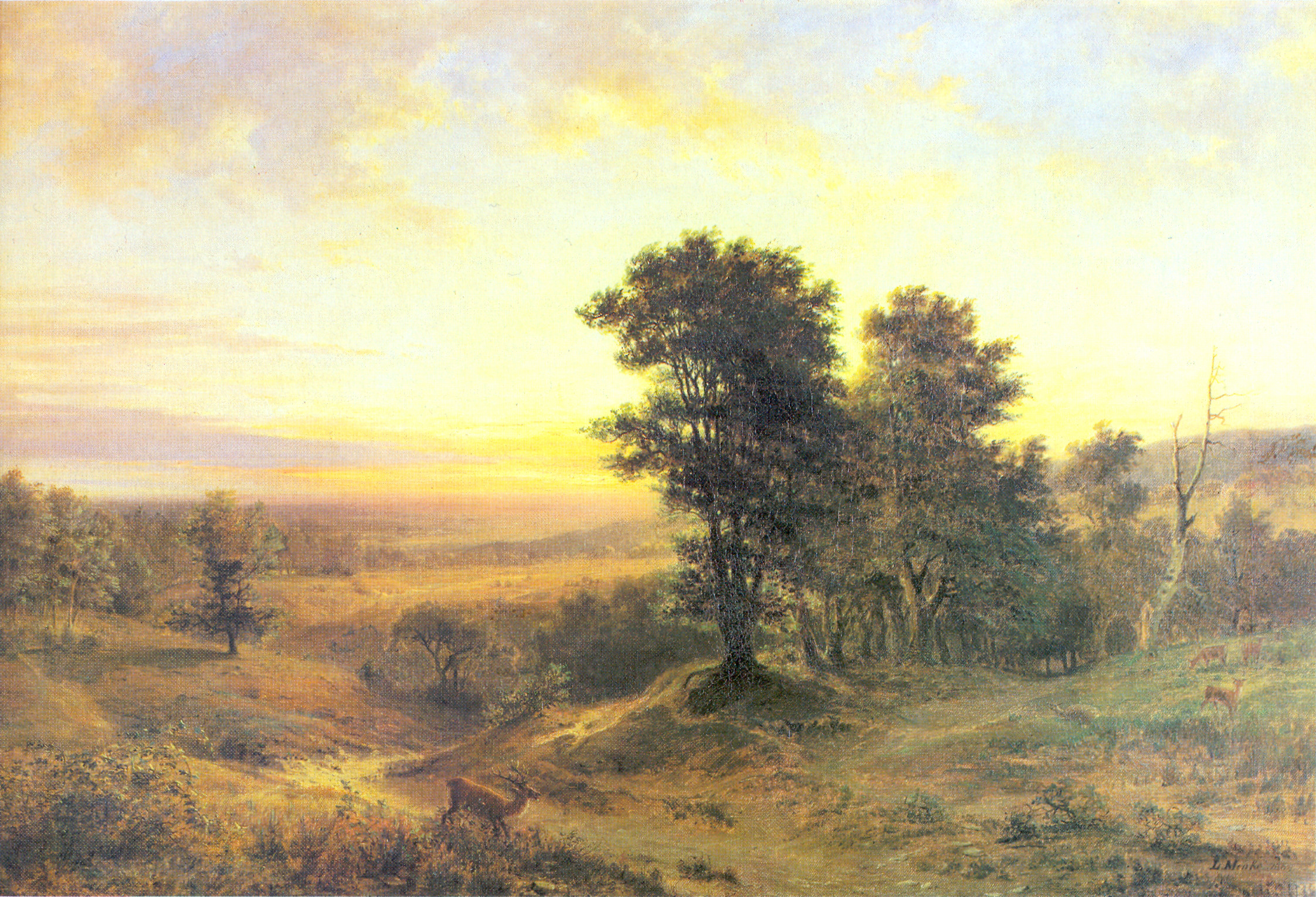
Alter Postweg, Ölgemälde von Ludwig Menke (1864)

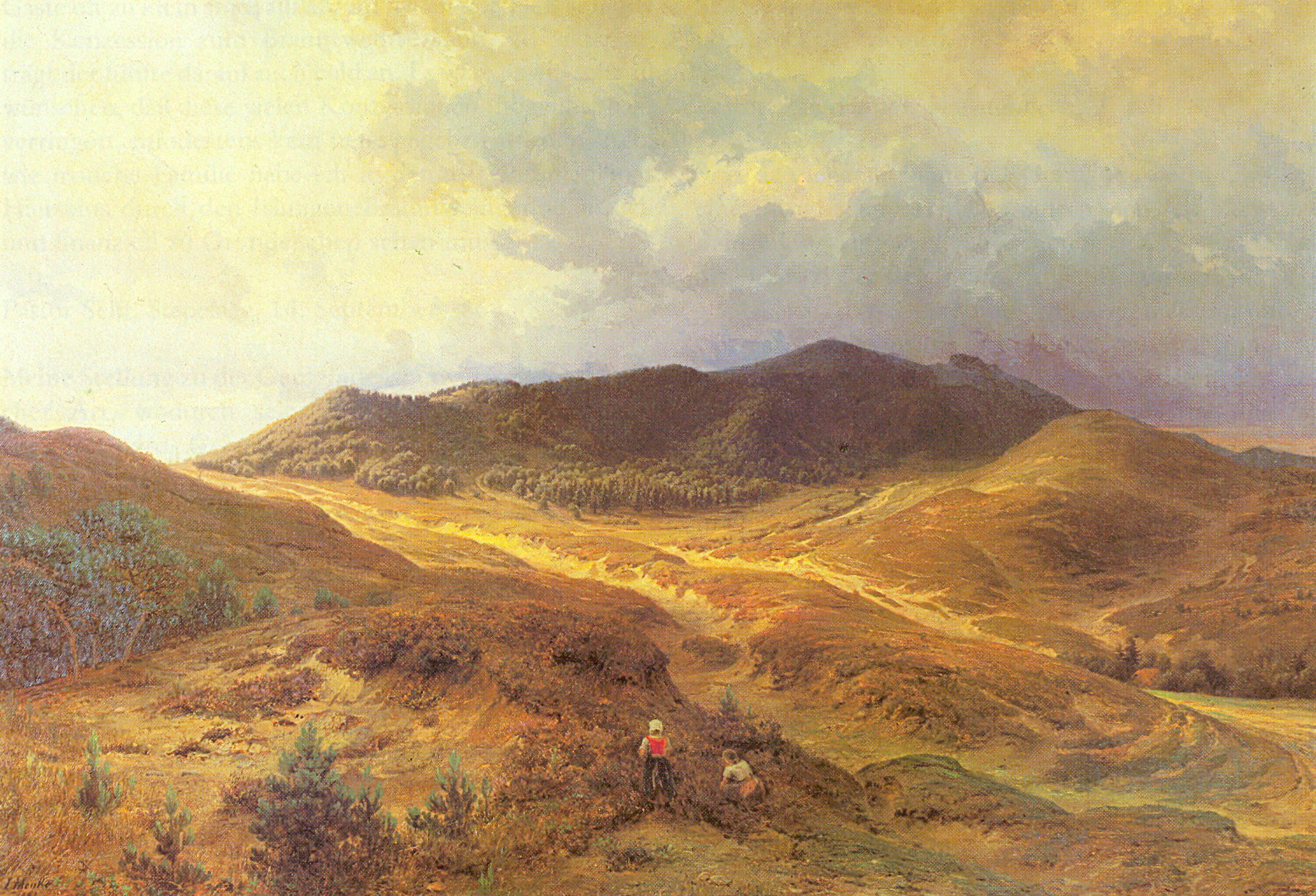
Die Dörenschlucht, Ölgemälde von Ludwig Menke (1864)

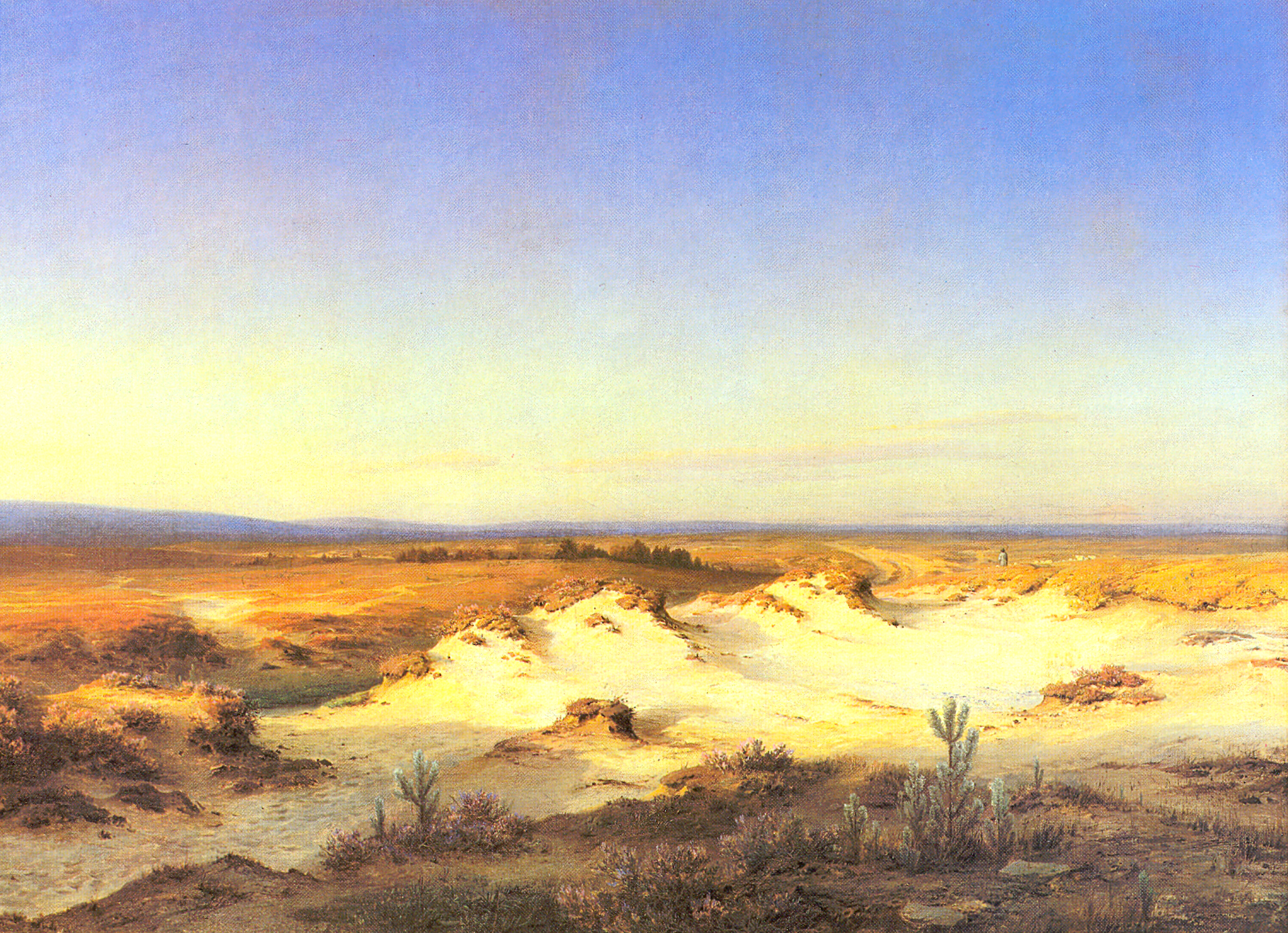
Die Senne, Ölgemälde von Ludwig Menke (1856)

In seiner knapp bemessenen Freizeit fand Menke Ruhe und Zerstreuung in seiner künstlerischen Arbeit. Er eignete sich im Laufe der Zeit eine große Fertigkeit in den verschiedenen Mal- und Zeichentechniken an. So entstanden Ölbilder, Aquarelle, Lithografien und Arbeiten in der Bleistift-, Kreide- und Tuschetechnik. Mit Vorliebe malte und zeichnete er lippische Landschaften und Baudenkmäler. Bemerkenswert dabei ist die Detailgenauigkeit, die korrekte Perspektive und das sichere Raum- und Farbempfinden in seinen naturalistischen Werken. Der Künstler Wilhelm Menke gilt deshalb ohne Frage als der bedeutendste lippische Landschaftsmaler des 19. Jahrhunderts. Zu jener Zeit war das öffentliche Interesse an Menkes Werken groß. Zu seinen wichtigsten Werken zählen die Darstellung der Dörenschlucht aus dem Jahr 1864, sowie zwölf Aquarelle mit Motiven aus Schieder. 1865 entstand ein großformatiges Ölbild der Sennelandschaft und 1875 das Aquarell Heidental bei Hiddesen. Anlässlich der Einweihung des Hermannsdenkmals erschien 1875 ein Album mit den Reproduktionen von 20 lippischen Landschaftsbildern mit Texten von Ludwig Altenbernd, Felix Dahn, Ferdinand Freiligrath, Emanuel Geibel und anderen.
Eines seiner Lieblingsmotive waren die Externsteine. Nach Menkes Zeichnungen entstanden Lithografien, die ebenfalls vervielfältigt und verkauft wurden. Zu den von Menke gemalten oder gezeichneten Gebäuden gehört das Residenzschloss in Detmold, das 1945 zerstörte Jagdschloss Lopshorn, die alte Mühle in Hiddesen, die Obere Mühle in Detmold, das nach dem Zweiten Weltkrieg abgebrannte Forsthaus Hartröhren, das alte 1912 abgebrannte Detmolder Landestheater, das alte Landeskrankenhaus in Detmold und viele andere Bauwerke.
Menkes bekanntester Schüler war Emil Zeiß (1833–1910). Im Gegensatz zu diesem stellte Menke seine Werke in Ausstellungen auch außerhalb Lippes aus. Er präsentierte zum Beispiel seine Bilder in Hannover und Bremen. 1878 war er mit seinen Werken auf einer Ausstellung in Hamburg vertreten. Darunter befand sich auch das eigentlich für die Goldene Hochzeit Bandels bestimmte Ölgemälde Am Kaiserweg auf der Grotenburg. Es wurde nach England verkauft, da Bandel vor seinem 50. Ehejubiläum verstorben war. Menke wurde jedoch um die Kaufsumme dieses und noch weiterer Gemälde von einem Schwindler betrogen.
Der Nachlass des Künstlers wird in der Lippischen Landesbibliothek und im Lippischen Landesmuseum aufbewahrt und verwaltet. Diese sind im Besitz zahlreicher Ölgemälde, Aquarelle, Zeichnungen und Skizzenbüchern. Dabei handelt es sich um eine wertvolle Sammlung von Bilddokumenten, die historische Stadtansichten und längst verschwundene Bausubstanz darstellen. Leben und Werk Ludwig Menkes sind bis heute nicht angemessen gewürdigt, beurteilt und dokumentiert worden.
Ludwig Menke starb am 9. Oktober 1882 im Alter von 60 Jahren an einem Gehirnschlag.

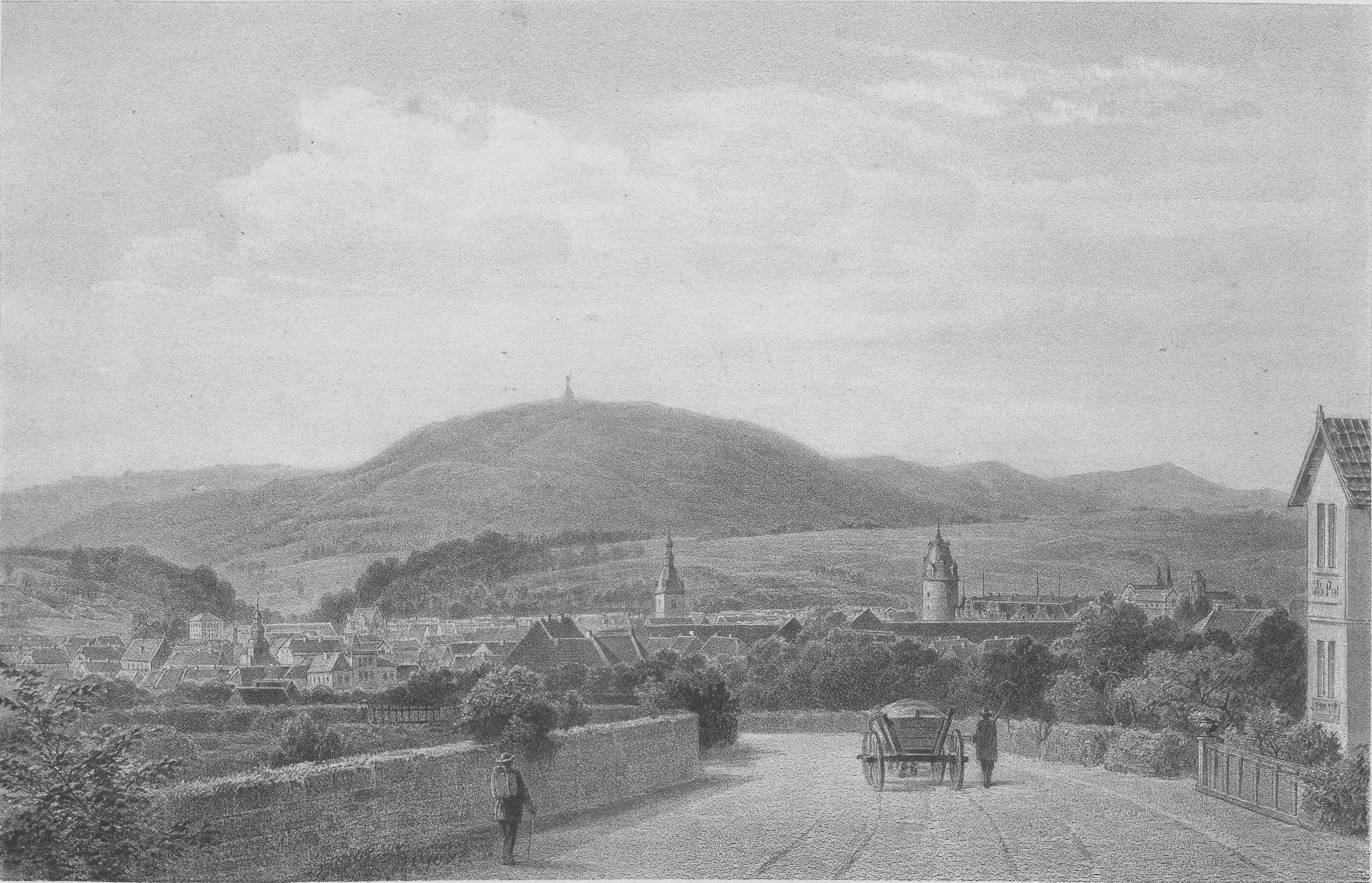
Detmold
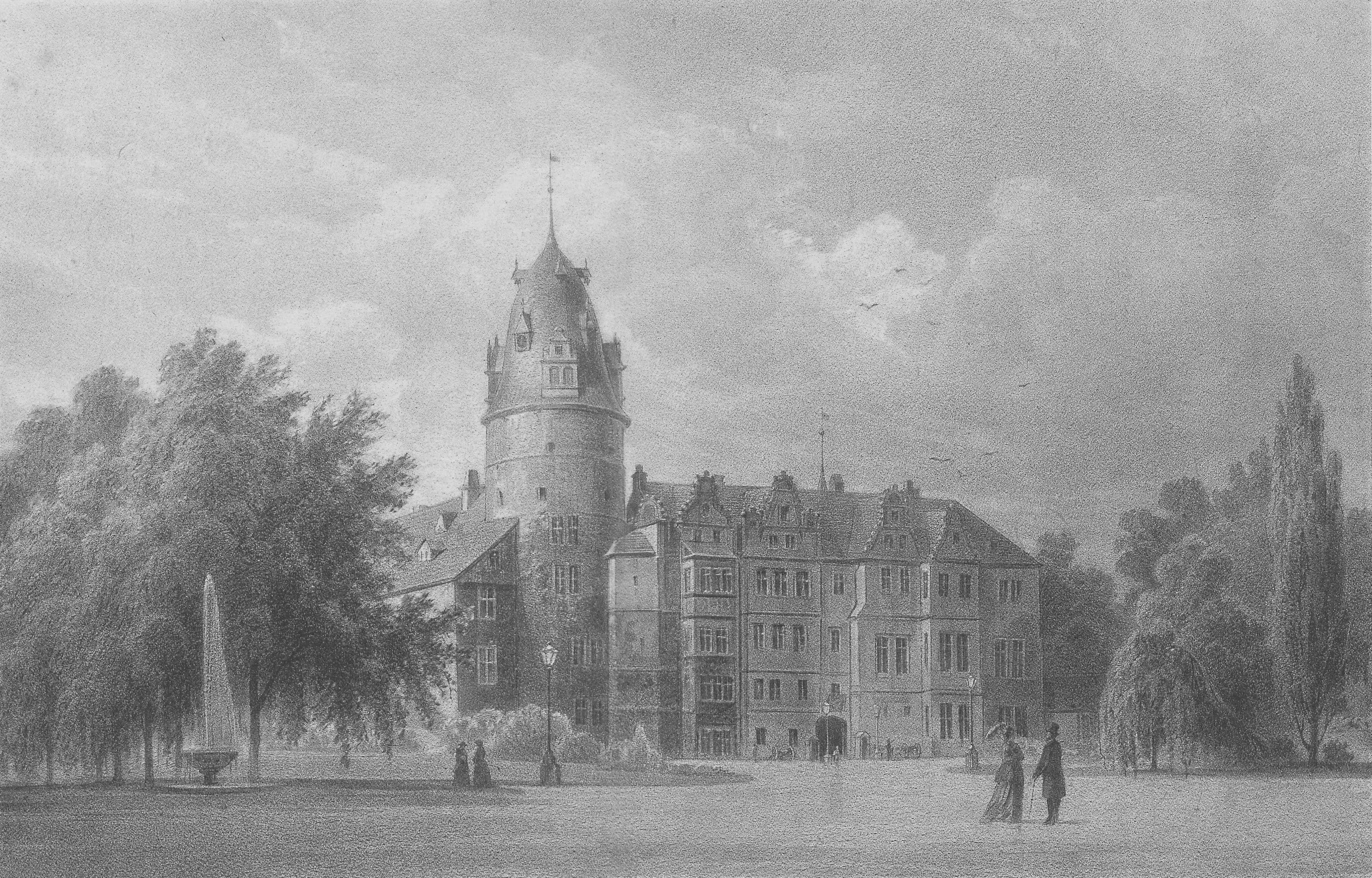
Detmolder Schloss
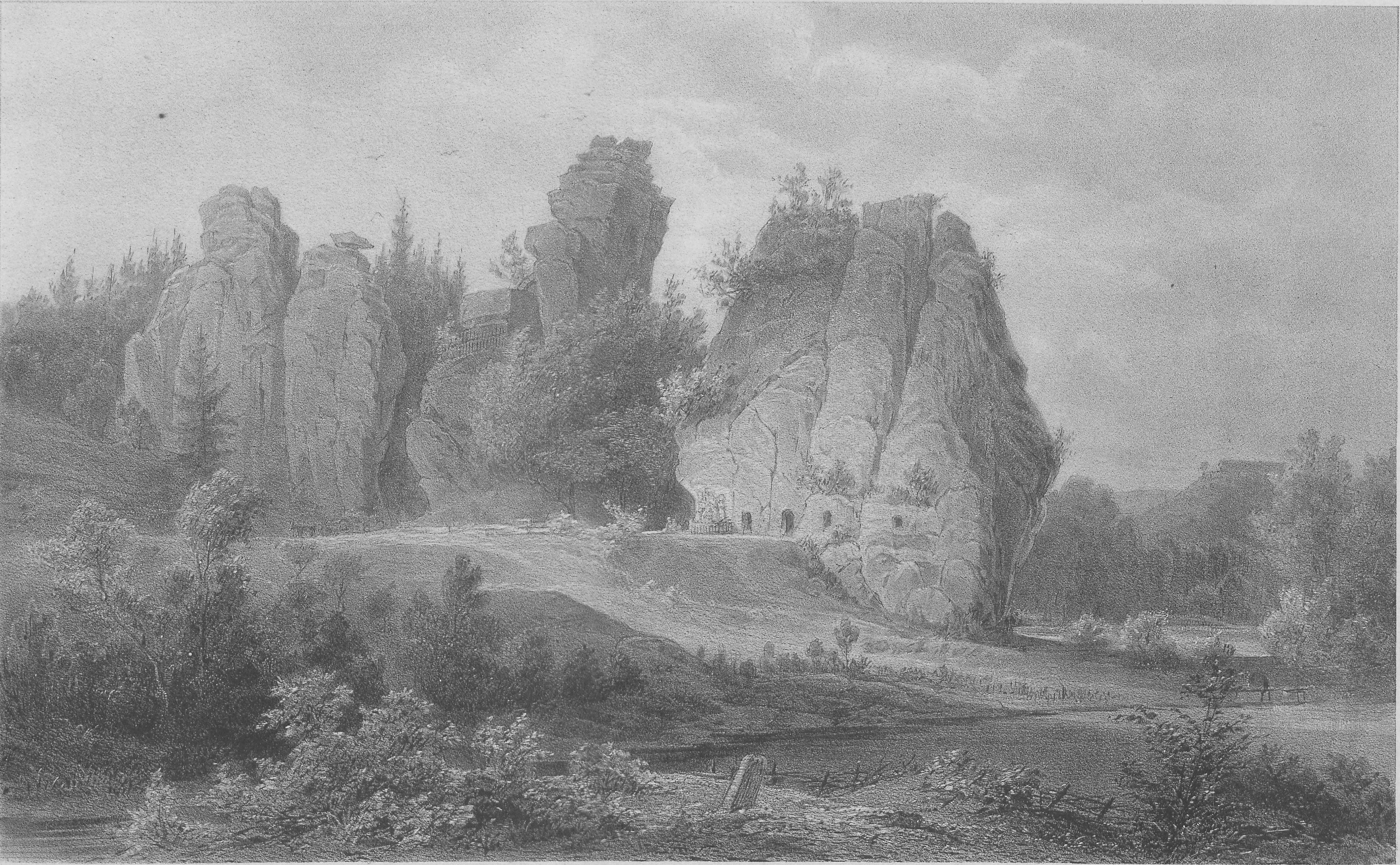
Externsteine Nordseite
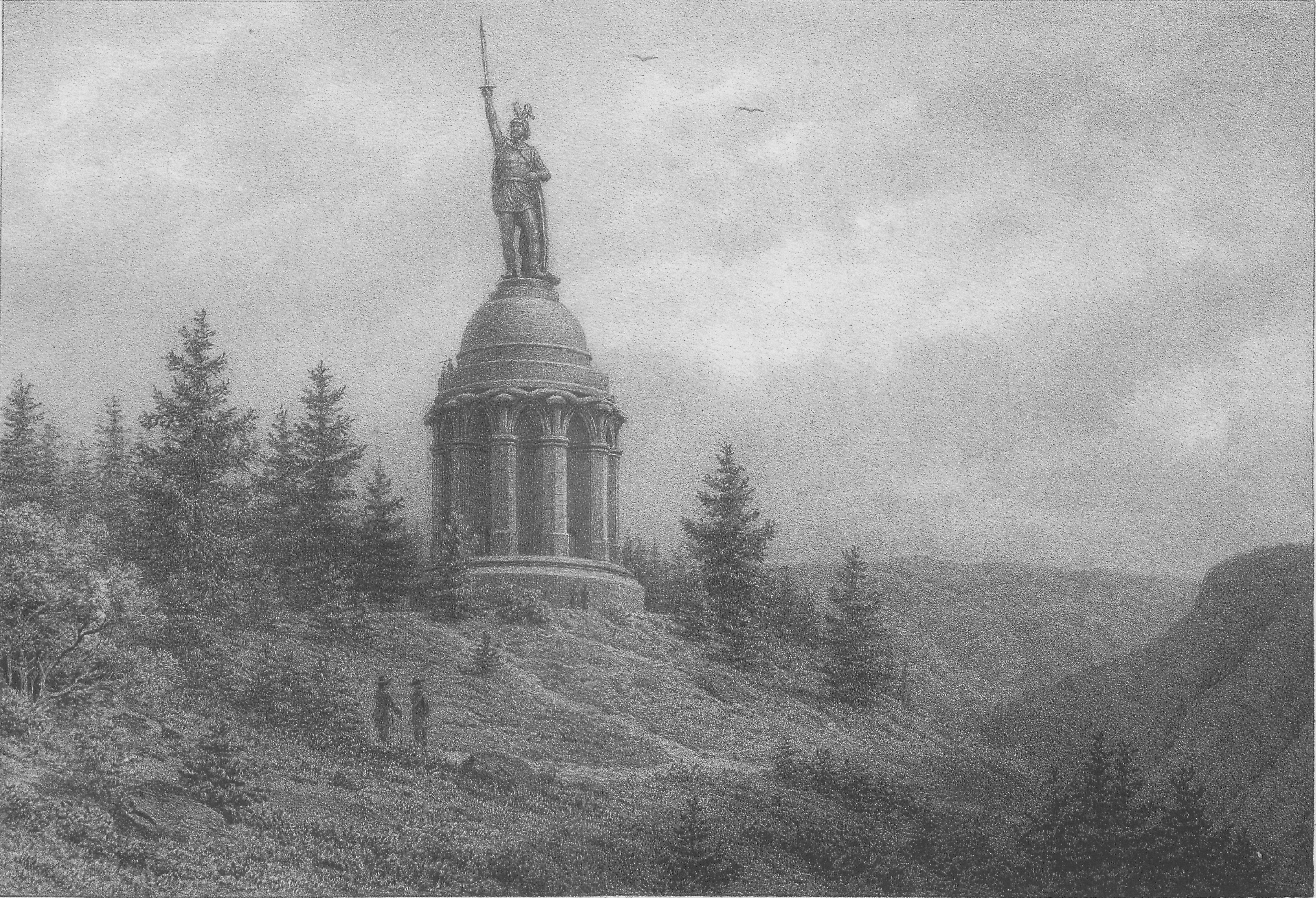
Hermannsdenkmal

## Werke
- Über Aufgabe und Methode des Schulzeichenunterrichts. Detmold 1872.
- Das Hermanns-Denkmal und der Teutoburger Wald. Meyer, Detmold 1875 (LLB Detmold).